# Acanthopagrus schlegelii czerskii
Acanthopagrus schlegelii czerskii es una especie de peces de la familia Sparidae en el orden de los Perciformes.

## Morfología
• Los machos pueden llegar alcanzar los 12,3 cm de longitud total.

## Distribución geográfica
Se encuentra en las  costas del noroeste del Pacífico.